# NanoTek Warrior
NanoTek Warrior — видеоигра в жанре туннельного шутера, разработанная компанией Tetragon и выпущенная Virgin Interactive в 1997 году эксклюзивно для игровой консоли Sony PlayStation.

## Игровой процесс
Игрок управляет летательным аппаратом, наблюдая за ним сзади. Аппарат перемещается по внешней или внутренней поверхности длинной трубы. В процессе прохождения уровня игрок может собирать призы, улучшающие оружие и уровень здоровья. Всего в игре восемь уровней. В конце каждого уровня происходит сражение с боссом.

## Оценки
| Русскоязычные издания | Русскоязычные издания |
| Издание               | Оценка                |
| --------------------- | --------------------- |
| «Игромания»           | [ 2 ]                 |